# Témpano
Témpano, est une telenovela chilienne diffusée en 2011 par TVN.

## Distribution

### Principaux
- Francisco Melo : Álvaro Grau
- María Izquierdo : Loreto Alcántara
- María Gracia Omegna : Ámparo Benavente
- Diego Muñoz : Nicolás Duarte
- Carolina Varleta : Mónica Truman
- Nicolás Brown : Antonio Truman
- Ignacia Baeza : Catalina Grau
- Alejandra Fosalba : Susana Norambuena
- Delfina Guzmán : Malú Cordero
- Luis Alarcón : Francisco Grau
- Ximena Rivas : Isabel Grau
- Álvaro Gómez : Luciano Estévez
- Luciana Echeverría : Teresa Truman
- Matías Oviedo : Lorenzo Grau
- Pablo Cerda : Javier Ibarra
- Emilio Edwards : Damian Truman
- Andrés Reyes : Ricardo "Rocco" Grau
- Carolina Arredondo Marzán : Lisette Gutiérrez
- Francisco Puelles : Silvio Ramírez
- Catalina Aguayo : Sandra Martínez

### Participation spéciale
- Laura Ramírez : Daniela Rivera
- Matías Oviedo : Lorenzo Grau
- María José Illanes : Bárbara Borgez
- Mara Curotto : Ami de Rocco
- Eduardo Cantillana : Tomás Brown
- Cristián Riquelme : Ismael Corrales
- Catalina Vallejos : Daniela Carter
- José Martínez : Sebastián Munita
- Maricarmen Arrigorriaga : Ana María Quezada
- Álvaro Escobar : Marcos Fuentealba
- María González : Raquel Meneses
- Andrea Velasco : Isidora Guerrero
- Verónica Fiore : Luciana Santillán
- Mariana Prat : Leonor de Montiel
- Isabel Castillo : Esperanza Bulnes
- Remigio Remedy : Carlos Benaventes
- Pablo Striano : Agustín Vallejos
- Javiera Ramos : Avocate de Loreto
- Ernesto Gutiérrez : Enrique
- Sebastián Goya : Docteur de Sandra
- Bárbara Mundt : Docteur Raquel Evans

### Sources
- (es) Cet article est partiellement ou en totalité issu de l’article de Wikipédia en espagnol intitulé « Témpano (telenovela) » (voir la liste des auteurs).